# آتنانگ پوخهیم
آتنانگ پوخهیم (به آلمانی: Attnang-Puchheim) یک شهر در اتریش است که در ناحیه وکلابروک واقع شده‌است. آتنانگ پوخهیم ۹٬۲۶۶ نفر جمعیت دارد.

## خواهرخوانده
شهر پوخهایم خواهرخواندهٔ آتنانگ پوخهیم هست.